# Thubana felinaurita
Thubana felinaurita là một loài bướm đêm thuộc họ Lecithoceridae. Nó được tìm thấy ở Quảng Tây in Trung Quốc.
Sải cánh dài 20.5–21 mm. 